# Vibrante simple lateral retrofleja sorda
La vibrante simple lateral retrofleja sorda  es un tipo de sonido consonántico , el único idioma registrado hasta la fecha que la utiliza es el wahgi. El símbolo implícito de este sonido en el Alfabeto Fonético Internacional es ⟨ 𝼈̊ ⟩ .
En el único idioma que se tiene registro hasta la fecha es en el idioma wahgi

## Características
•Su forma de articulación es vibrante simple , lo que significa que se produce con una sola contracción de los músculos de forma que un articulador (normalmente la lengua) se lanza contra otro.
•Su lugar de articulación es retroflejo , lo que prototípicamente significa que está articulado subapical (con la punta de la lengua doblada hacia arriba), pero más generalmente significa que es postalveolar sin palatalizarse . Es decir, además de la articulación subapical prototípica, el contacto de la lengua puede ser apical (puntiagudo) o laminal (plano).
•Su fonación es sorda, lo que significa que se produce sin vibraciones de las cuerdas vocales.
•Es una consonante oral , lo que significa que el aire solo puede escapar por la boca.
•Es una consonante lateral , lo que significa que se produce al dirigir la corriente de aire sobre los lados de la lengua, en lugar de hacia el medio.
•El mecanismo de la corriente de aire es pulmonar , lo que significa que se articula empujando el aire únicamente con los músculos intercostales y el diafragma , como en la mayoría de los sonidos.

## Aparece en
Este fonema es un alófono de /ɺ̥/ en el idioma Wahgi de Papúa Nueva Guinea .